# デイヴ・マッケイ (サッカー選手)
- デイヴ・マッケイ
- デイヴ・マッカイ
- デイブ・マッケイ
- デイブ・マッカイ

デイヴィッド・クレイグ・"デイヴ"・マッケイ（David Craig "Dave" Mackay, 1934年11月14日 - 2015年3月2日）は、スコットランド・エディンバラ出身のサッカー選手、サッカー指導者。サッカースコットランド代表。ポジションはミッドフィールダー、ディフェンダー。トッテナム・ホットスパーFCなどで活躍し、1960-61シーズンのリーグ、カップ2冠達成の中心選手の1人だった。トッテナム史上最高の選手の1人として称される 。

## クラブ経歴

### ハーツ
1953年11月にハート・オブ・ミドロシアンFC(ハーツ)のトップチームでデビュー。1954-55シーズンからスタメンの地位に着いた。そのシーズンのスコティッシュリーグカップ優勝に貢献。クラブとしては1905-06シーズンにスコティッシュカップを制覇して以来48シーズンぶりのタイトルだった。翌1955-56シーズンにはスコティッシュカップを制覇した。
1957-58シーズンは1896-97シーズン以来61年ぶりとなるスコティッシュ・フットボールリーグ制覇に貢献。ストライカーのJimmy Wardhaughが28ゴール、同じくFWのJimmy MurrayとAlex Youngも20ゴール以上を記録、自身も12ゴールを決めた。このシーズン、ハーツはリーグ史上最多得点記録となるシーズン132ゴールを決めた。失点は29で、得失点差は+103にも上った。1958-59シーズンにもスコティッシュリーグカップの制覇に貢献した。
ハーツは1954-55シーズンから1962-63シーズンまでの期間で7つのタイトルを獲得。マッケイはそのクラブ最盛期の前半期を大きく支えた選手のひとりだった。

### トッテナム

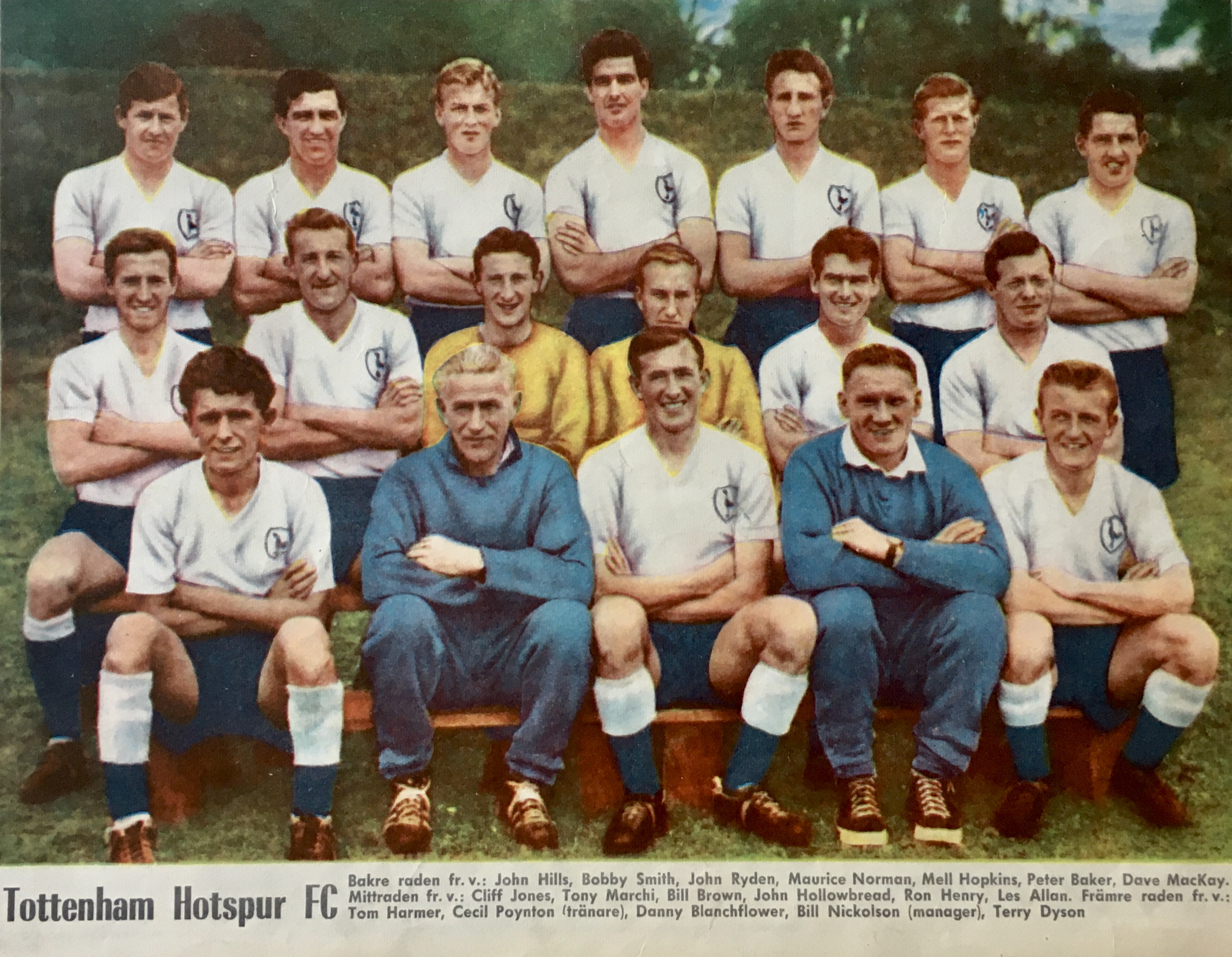
1960-61シーズンのメンバー。上列右端がマッケイ。前列右から2番目がビル・ニコルソン監督。前列中央はキャプテンのダニー・ブランチフラワー。

1959年3月にビル・ニコルソンが監督を務めていたトッテナム・ホットスパーFCへ3万2000ポンドで移籍。ダニー・ブランチフラワーと中盤でコンビを形成、フィジカル、テクニック、センスに長け、勇猛で献身的なオールラウンドプレーヤーとしてチームの中心選手として活躍した。1960-61シーズンのフットボールリーグとFAカップのダブル、1961-62シーズンのFAカップ連覇に貢献した。1962-63シーズンのUEFAカップウィナーズカップ決勝のアトレティコ・マドリード戦は怪我で欠場したが、準決勝まで出場し、チームの優勝に貢献した。
ディフェンディングチャンピオンとして臨んだ1963-64シーズンのUEFAカップウィナーズカップの2回戦、マンチェスター・ユナイテッドFC戦ではファーストレグで先制ゴールを決めるなど2-0の勝利に貢献したが、セカンドレグで足を骨折。チームも1-4で敗れて敗退した。この骨折から復帰するのに9ヶ月の時間を要した。しかし復帰戦となったトッテナムのリザーブチームの試合で同じ箇所を再び骨折。結局トップチームでの復帰は1965-66シーズンの初めまで長引き、復帰まで1年半を要した。彼が離脱していた期間、トッテナムはタイトルを獲得できずにいた。
復帰後は退団したブランチフラワーに代わりキャプテンを務め、1966-67シーズンには3度目のFAカップ優勝に貢献した。

### ダービー

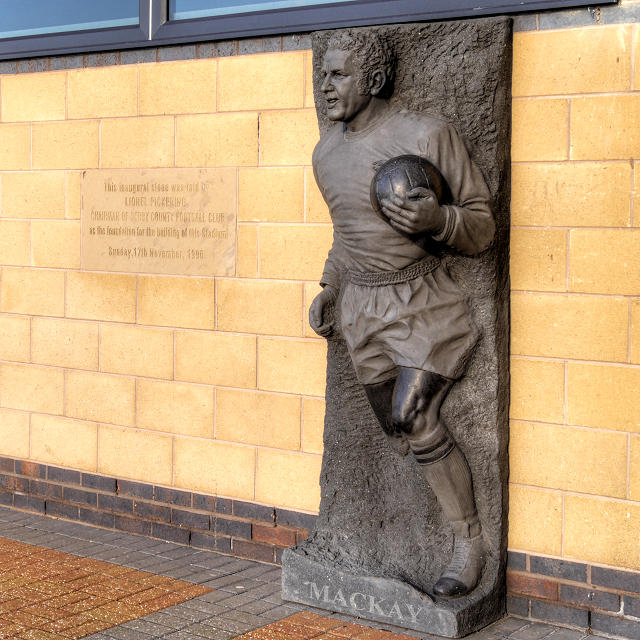
2015年に作られたマッケイの像

1968年、33歳の時にダービー・カウンティFCへと5000ポンドの移籍金で移籍した。当時2部リーグに所属していたクラブへの移籍だったが、監督ブライアン・クラフから説得されて移籍が実現した。
ダービーではスイーパーのポジションでプレーし、移籍初年度の1968-69シーズンからチームの中心選手として活躍するとそのシーズンのFWA年間最優秀選手賞を受賞、2部で優勝し、1部リーグ昇格に貢献した。
その翌シーズンの1969-70シーズンは昇格初年度にもかかわらず、リーグ4位の躍進に貢献した。
1971年、36歳の時にスウィンドン・タウンFCへと移籍した。マッケイが移籍した後の1971-72シーズンにダービーはリーグ初優勝を果たしている。

## 代表経歴
ハート・オブ・ミドロシアンFCでポジションを得ていた1954年にサッカースコットランド代表のU-23チームに初招集された。フル代表の初キャップは1957年5月のサッカースペイン代表戦だった。1958年の1958 FIFAワールドカップのメンバーにも選ばれた。
その後、スコットランド代表でもキャプテンを務め、1960年5月のサッカーオーストリア代表戦で代表初ゴールを決めた。1965年まで代表に招集され、22キャップで4ゴールを記録した。

## 監督経歴
1971年にスウィンドン・タウンFCにて監督としてのキャリアを選手兼任でスタートさせた。その後スウィンドンで選手としての現役を引退した後、1972年にノッティンガム・フォレストFCの監督に就任した。
ノッティンガムで1シーズン指揮したのち、1973年にブライアン・クラフの後任として自身が現役時代にも所属したダービー・カウンティFCの監督に就任した。
1973-74シーズンをリーグ3位でフィニッシュすると、翌1974-75シーズンにはクラフ指揮下の1971-72シーズン以来となる2度目のフットボールリーグ優勝に導いた。
1975-76シーズンはFAカップでベスト4、リーグ4位の成績を残した。このシーズンのUEFAチャンピオンズカップでは2回戦のファーストレグでレアル・マドリード相手に4-1で勝利したが、セカンドレグで1-5と敗戦し、敗退した。
1976-77シーズンはリーグ開幕から低迷し、1976年11月に解任された。
1977年3月から1978年8月まではウォルソールFCの監督を務めた。その後1978年から1987年まで9年間、中東のアル・アラビ・クウェートやアル・シャバーブ・アル・アラビークラブで監督、コーチとして指導した。
1987年にイングランドへ戻り、ドンカスター・ローヴァーズFCの監督を2年間務めた。1989年からはバーミンガム・シティFCの監督を務めたが、チームの低迷で1991年に辞任した。
その後再び中東に戻り、エジプト・プレミアリーグのアル・ザマレクの監督に就任。指揮した1991-92シーズン、1992-93シーズンの2シーズン共にリーグ優勝に導いた。
1994年からはサッカーカタール代表の監督に就任。1年間監督を務めた。
1997年に監督業から完全に引退した。

## その後
選手と監督、どちらの功績も認められ、2002年に創設されたイングランドサッカー殿堂の初代殿堂入りメンバーに選ばれた。
2004年にはその年創設されたスコットランドサッカー殿堂の初代殿堂入りメンバーに選ばれた。
2013年、フットボール・アソシエーション創立150周年を記念するためロイヤルメールが発行した記念切手の11人のメンバーのうちの1人に選ばれた。
2015年3月2日に死去。80歳没。トッテナム・ホットスパーFCは「我々クラブの最も偉大な選手の一人として、常に周囲の人間に刺激を与え続けた男として人々の心に残り続けます。まさしく、スパーズ(トッテナムの愛称)の伝説として。 」と声明を出した。棺はトッテナム時代の同僚、パット・ジェニングスやクリフ・ジョーンズの他、ハート・オブ・ミドロシアンFC、ダービー・カウンティFC時代の同僚によって運び込まれ、弔辞は同郷のサー・アレックス・ファーガソンによって読まれた。

## エピソード
- 2003年にブライアン・クラフはマッケイがトッテナム・ホットスパーFCの史上最高の選手であると語った[2]。
- 1960年代に対戦したマンチェスター・ユナイテッドFCのジョージ・ベストはマッケイのことを「自分が対戦した選手の中で誰よりもタフでハードな男だった」と語っている[1] [2]。

## タイトル(選手時代)
ハーツ
- スコティッシュ・フットボールリーグ:1957-58
- スコティッシュカップ:1955-56
- スコティッシュリーグカップ:1954-55,1958-59

トッテナム
- フットボールリーグ:1960-61
- FAカップ:1960-61,1961-62,1966-67
- FAチャリティ・シールド:1961,1962,1967
- UEFAカップウィナーズカップ:1962-63

ダービー
- Watney Cup:1970

## タイトル(監督時代)
ダービー
- フットボールリーグ:1974-75
- FAチャリティ・シールド:1975

ザマレク
- エジプト・プレミアリーグ:1991-92,1992-93

## 表彰
- FWA年間最優秀選手賞:1969
- ダービー・カウンティFC年間最優秀選手:1971
- Football League 100 Legends:1998
- イングランドサッカー殿堂:2002
- スコットランドサッカー殿堂:2004
- ハート・オブ・ミドロシアンFC殿堂:2006
- トッテナム・ホットスパーFC殿堂